# Emma Robinson
Pour les articles homonymes, voir Robinson.
Emma Robinson est une rameuse canadienne née le 26 novembre 1971 à Montréal.

## Biographie
Emma Robinson remporte aux Jeux olympiques d'été de 1996 à Atlanta la médaille d'argent en huit avec Heather McDermid, Tosha Tsang, Maria Maunder, Alison Korn, Anna Van der Kamp, Jessica Monroe, Theresa Luke et Lesley Thompson-Willie, et termine cinquième en deux sans barreur avec Anna Van der Kamp. En 2000, elle est médaillée de bronze en huit avec Heather McDermid, Laryssa Biesenthal, Alison Korn, Theresa Luke, Heather Davis, Dorota Urbaniak, Lesley Thompson-Willie et Buffy Alexander-Williams, et se classe quatrième en deux sans barreur avec Theresa Luke.

## Palmarès

### Jeux olympiques
- Jeux olympiques d'été de 1996  à Atlanta
  -  Médaille d'argent en huit

- Jeux olympiques d'été de 2000 à Sydney
  -  Médaille de bronze en huit

### Championnats du monde
- Championnats du monde d'aviron 1999 à Saint Catharines
  -  Médaille d'or en deux sans barreur
  -  Médaille de bronze en huit

- Championnats du monde d'aviron 1998 à Cologne
  -  Médaille d'or en deux sans barreur
  -  Médaille de bronze en huit

- Championnats du monde d'aviron 1997 à Lucerne
  -  Médaille d'or en deux sans barreur
  -  Médaille d'argent en huit

- Championnats du monde d'aviron 1993 à Račice
  -  Médaille de bronze en quatre sans barreur